# Carles VI del Sacre Imperi Romanogermànic
Carles VI del Sacre Imperi Romanogermànic (Viena, Sacre Imperi Romanogermànic, 1 d'octubre de 1685 - 20 d'octubre de 1740) fou emperador del Sacre Imperi (1711-1740). En l'àmbit catalanoaragonès és conegut sobretot com a arxiduc Carles o Carles III d'Aragó com a pretendent al tron de la Monarquia Hispànica durant la Guerra de Successió Espanyola, en la qual aconseguí el suport del Principat de Catalunya (1706-1714), dels regnes d'Aragó i de València (1706-1707 / 1714), del Regne de Mallorques (1706-1715) i del Regne de Sardenya (1706-1720), territoris en els quals va governar amb el nom de Carles III. També del Regne de Sicília (1706-1714 / 1720-1738) i del Regne de Nàpols (1706-1738), on va ser Carles IV. Durant la Guerra de Successió el seu germà, l'emperador Josep I, morí prematurament als 32 anys sense descendència masculina, fent recaure en ell la corona imperial, esdevenint l'emperador Carles VI del Sacre Imperi Romanogermànic (1711-1740). Aquest fet provocà una sèrie de moviments d'interessos dels estats que participaven en la guerra que culminaren amb la Pau d'Utrecht (1713) i la retirada de les forces austriacistes de la Corona d'Aragó juntament amb el mateix Carles.

## Família
Nasqué a la cort imperial de Viena i fou el segon fill de Leopold I, emperador romanogermànic i la seva tercera esposa Elionor del Palatinat-Neuburg. Era net per línia paterna de Ferran III, emperador romanogermànic i de la infanta Maria Anna d'Espanya, i per línia materna de l'elector Felip Guillem I, elector palatí i de la landgravina Elisabet Amàlia de Hessen-Darmstadt

## Núpcies i descendents
L'arxiduc anuncià el 18 d'agost de 1707 el trasllat a Barcelona de la seva futura esposa i el seu futur matrimoni amb Elisabet Cristina de Brunsvic-Wolfenbüttel, filla del duc Lluís Rodolf de Brunsvic-Wolfenbüttel i de la princesa Cristina Lluïsa d'Oettingen-Oettingen Se celebraren les esposalles el 23 d'abril de 1708 a Klosterneuburg l'1 d'agost de 1708 a l'església de Santa Maria del Mar de Barcelona. D'aquesta unió nasqueren:
- el príncep Leopold d'Habsburg (1716),
- Maria Teresa I d'Àustria (1717-1780), emperadriu del Sacre Imperi Romanogermànic, casada amb Francesc III de la Lorena.
- la princesa Maria Anna d'Habsburg (1718-1744), casada el 1744 amb Carles de Lorena,
- la princesa Maria Amàlia d'Habsburg (1724-1730).

## Guerra de Successió Espanyola

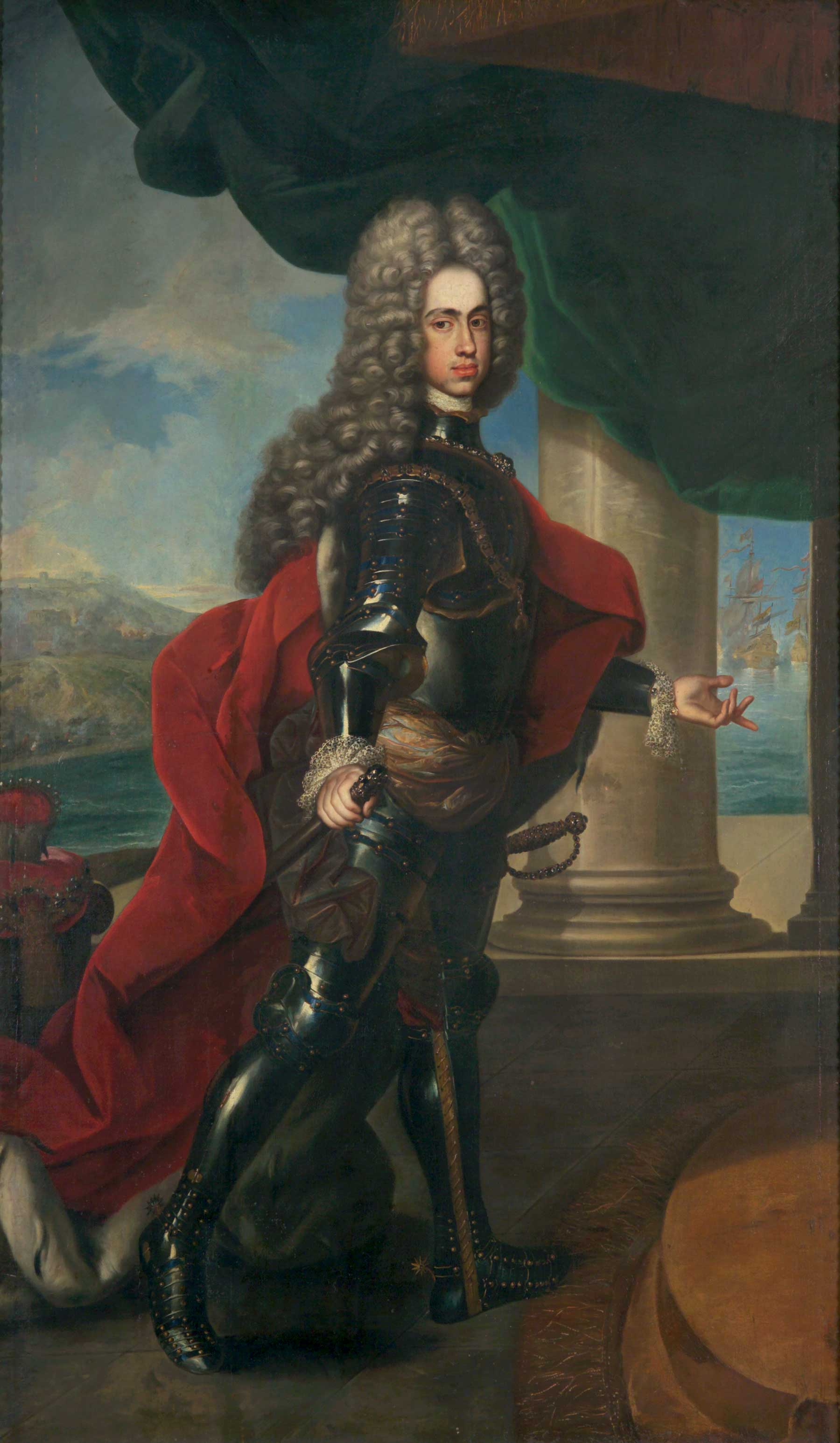
Retrat de Carles III davant el port de Barcelona.

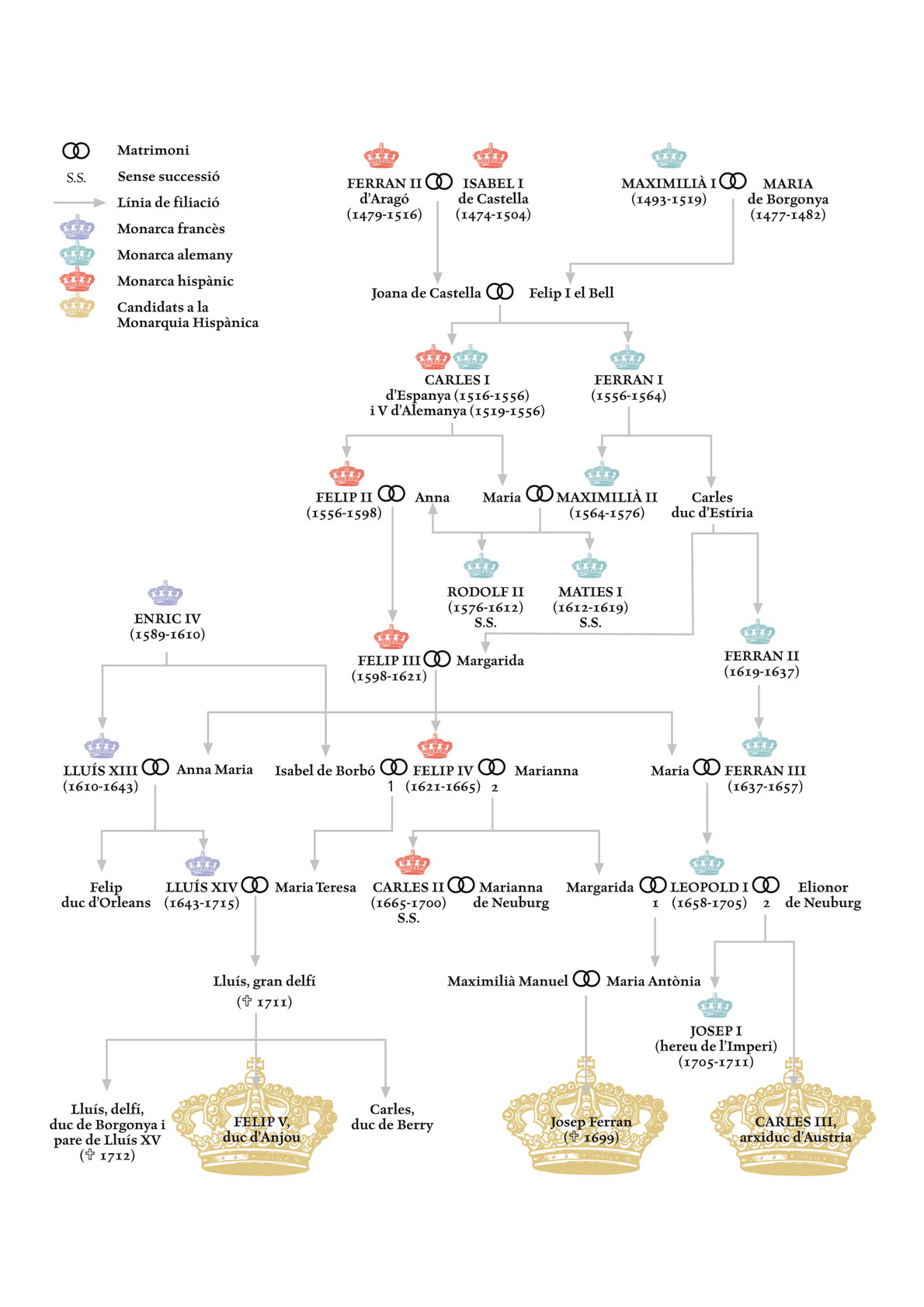
Els pretendents de la Guerra de Successió Espanyola

En morir el rei Carles II de Castella sense successió el 1700, l'arxiduc Carles era suposadament el candidat a la corona hispana en virtut d'un antic pacte del rei Carles II, l'últim Habsburg, que estipulava la seva successió en un altre membre de la Dinastia Habsburg, i tenia el suport del Regne de Portugal, Regne d'Anglaterra, Regne d'Escòcia, Regne d'Irlanda i la major part dels estats del Sacre Imperi, però Carles II va testar a favor de Felip d'Anjou, net del rei Lluís XIV de França i besnet de Felip IV de Castella, com a successor, per la qual cosa s'inicià un conflicte entre els dos pretendents, conegut amb el nom de Guerra de Successió Espanyola. L'emperador Leopold va promoure el Pacte mutu de successió entre els arxiducs Josep i Carles. i el 1705, l'arxiduc Carles embarcà amb un exèrcit aliat a Lisboa en direcció al Mediterrani. S'atura a Altea, i el 17 d'agost els aliats proclamaren rei l'arxiduc Carles a la ciutat de Dénia, amb el suport de la població civil i la revolta valenciana dels maulets s'estengué liderada per Joan Baptista Basset. Mentre escamots armats barraren el pas als borbònics a la plana de Vic. La flota de l'Arxiduc arribà a Barcelona el 22 d'agost de 1705. Barcelona, envoltada de les tropes aliades va rendir-se el 9 d'octubre quan el Virrei de Catalunya Francisco Antonio Fernández de Velasco i Tovar signà la capitulació. El 22 d'octubre entra a Barcelona l'Arxiduc Carles, que el 7 de novembre de 1705 jura les constitucions catalanes, i fou proclamat rei i adoptà el nom de Carles III d'Habsburg, instal·lant-se al Palau Reial Nou. Amb la necessitat d'expulsar la Casa de Borbó de la península Ibèrica, es va procedir a la lleva de l'Exèrcit Regular Austriacista.
El 1706, l'arxiduc Carles fou proclamat rei a Saragossa. La reacció bèl·lica de Felip d'Anjou l'any següent dugué el principal exèrcit proHabsburg a la península, el duc d'Anjou va guanyar la iniciativa i James Fitz-James Stuart es va dirigir cap a l'Ebre mentre François Bidal d'Asfeld va rebre l'encàrrec de capturar les viles del sud del Regne de València i tingué com a conseqüència la conquesta dels regnes de València i d'Aragó, després de la batalla d'Almansa el 25 d'abril de 1707.
Quan Carles III tingué notícia de la derrota d'Almansa, la mesura que es va prendre va ser l'alliberament de Joan Baptista Basset i Ramos per capitanejar els naturals del Regne
Per enfortir la seva reclamació al tron, després de la derrota a Almansa i la publicació per part de Felip V de Castella del Decret de Nova Planta i el naixement imminent de l'infant Lluís, l'arxiduc anuncià el 18 d'agost de 1707 i el trasllat a Barcelona de la seva futura esposa Elisabet Cristina de Brunsvic-Wolfenbüttel, la bella filla de Lluís Rodolf de Brunsvic-Wolfenbüttel i també el trasllat de la cort, que recorregué els estats italians, reforçant la seva adhesió a la causa austriacista, arribant poc després de la victòria aliada a la batalla d'Oudenaarde.
A la península, la guerra es desenvolupava entre atacs i contraatacs dels dos bàndols. Carles III ocupà Madrid, però Felip V la recuperà. Mentrestant, Anglaterra, que no perdia de vista les seves ambicions d'instal·lar-se fermament a la Mediterrània ocupà Menorca en nom de Carles III el 29 de setembre de 1708.
Estant la guerra en curs i en un punt crític, quan Carles perdia a la península i els seus aliats guanyaven a l'exterior, el seu germà, l'emperador Josep I, va morir sobtadament, per la qual cosa es va dirigir a Viena per assumir la successió al tron imperial, fet que va provocar un canvi de suports de les potències europees.

## Emperador romanogermànic

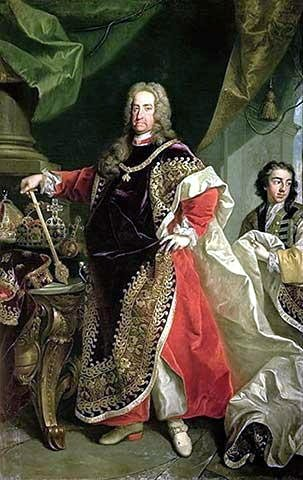
Retrat de Carles VI

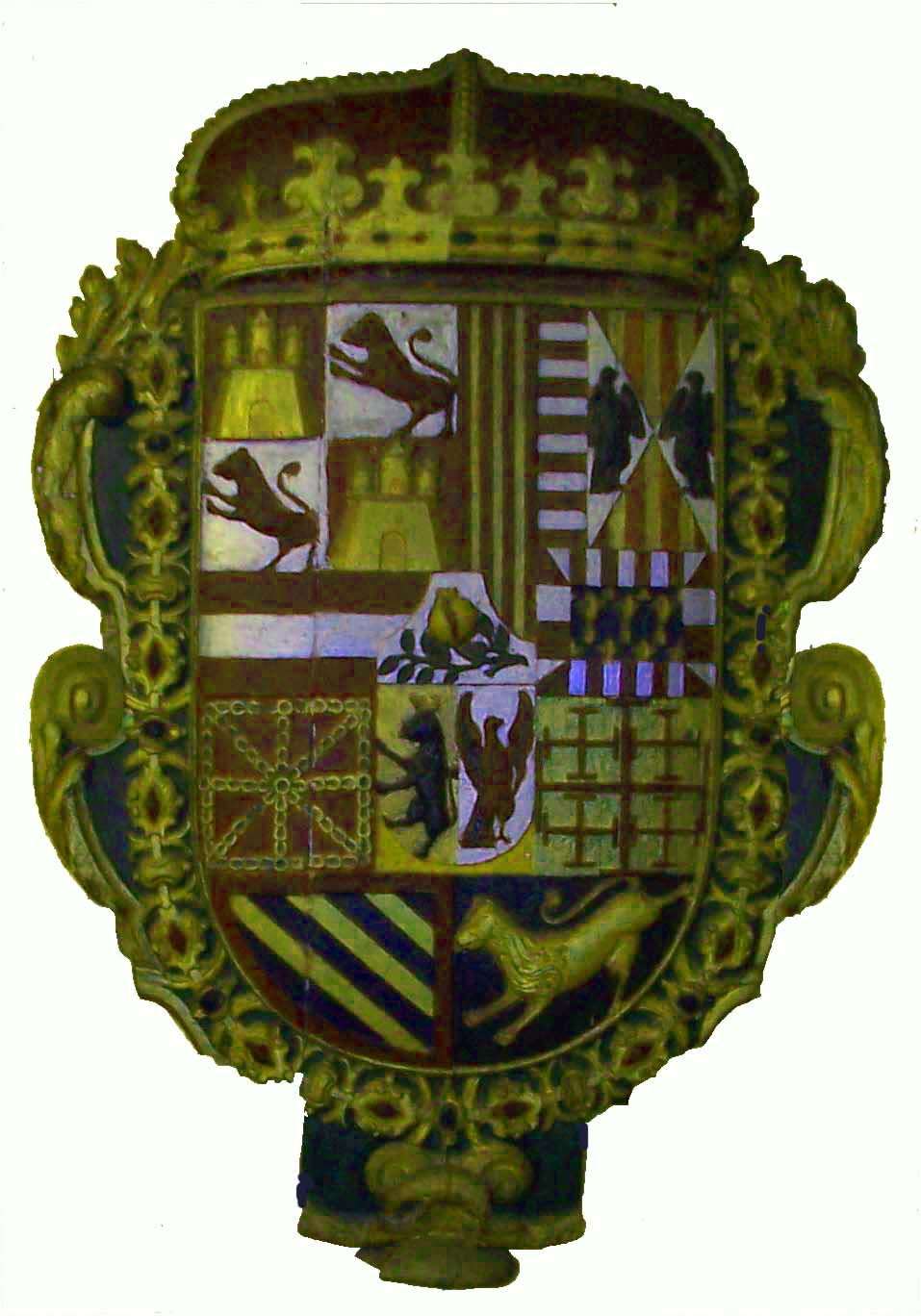
Únic escut conservat als antics territoris de la Corona d'Aragó de l'arxiduc com a sobirà de la Monarquia Hispànica (Museu del santuari de Lluc, Mallorca)

El 1711 va ser coronat emperador del Sacre Imperi Romanogermànic, i la Guerra de Successió Espanyola va finalitzar amb la signatura el 1713 del Tractat d'Utrecht i el 1714 del Tractat de Rastatt i el Tractat de Baden, en aplicació dels quals Felip V fou reconegut com a rei d'Espanya, però amb la condició de renunciar als seus drets al tron francès, evitant així la unió de les dues corones; L'Imperi va annexionar-se gran part dels antics dominis espanyols a Itàlia i als Països Baixos.
El 1713, davant la falta de fills mascles, va promulgar la Pragmàtica Sanció del 1713, que establia la indivisibilitat del regne així com permetia l'ascens de les dones al tron imperial. Per poc temps semblà que la Pragmàtica Sanció fou gratuïta, quan Elisabet Cristina donà a llum a un nen, Leopold, en 1716, que va morir poc després. Un any més tard va néixer María Teresa. A la cerimònia del seu baptisme, els contemporanis van escriure que Carles, malgrat els seus millors esforços, semblava molest pel sexe de la nena. L'any següent va veure l'arribada d'una altra noia, Maria Anna.
Carles va haver de fer front als atacs dels turcs entre 1716-1718 i conquerí part de terres turques a Valàquia i Sèrbia, arribant fins al Danubi, Àustria va creure veure arribada la seva oportunitat aliant-se amb l'imperi Rus, que combatia amb l'Imperi Otomà i va declarar la guerra als otpmans, però el seu exèrcit va ser derrotat a la batallla de Banja Luka el 4 d'agost de 1737, la batalla de Grocka el 18, 21 i 22 de juliol de 1739, i finalment perdé Belgrad després d'un setge otomà del juliol a setembre de 1739. Aquests revessos van propiciar que a agost d'aquest any els aliats entaular negociacions amb els turcs a la ciutat de Nemyriv, que no obstant això van fracassar. Al front rus, la resta de 1737 i 1738 va transcórrer llavors sense que es produïssin accions d'importància, però els russos van haver d'evacuar Otxakiv i Kinburn per una epidèmia de pesta, un fet que, en la pràctica, va retornar el front al seu estat inicial.
Fins al 1725 no renuncià a la corona hispana, al Tractat de Viena, per a ell i per als seus descendents, encara que mantenint fins a la seua mort els títols que havia pres en començar el conflicte successori.
Carles estava molt descontent per la pèrdua d'Espanya, i com a resultat, va imitar el seriós cerimonial de la cort dels Habsburg espanyols (Spanische Hofreitschule), adoptant la vestimenta d'un monarca espanyol, que, segons l'historiador britànic Edward Crankshaw, consistia en "un gipó negre i mitjanes, sabates negres i mitjanes vermelles". Durant el seu regnat es va construir la Biblioteca Nacional i les obres més importants del Barroc a Viena. També va tenir aficions musicals: va fer composicions i a vegades dirigia l'orquestra de la cort.
L'any 1735, en el marc de la Guerra de Successió de Polònia, la diplomàcia espanyola i la diplomàcia austríaca acordaren per tal que l'encara poderosa Espanya acceptés la filla de Carles, l'arxiduquessa Maria Teresa I d'Àustria, que l'emperador cediria el Regne de les Dues Sicílies a l'infant Carles de Borbó canvi del Ducat de Parma i de la renúncia dels drets sobre el tron del Gran Ducat de Toscana. Acceptat aquest acord, Espanya abandonaria qualsevol disputa en el marc de la Guerra de Successió austríaca. Desactivat el front espanyol, l'emperador Carles VI negocià directament amb França l'acceptació definitiva de la seva filla primogènita com a hereva de les seves possessions. L'espòs de l'arxiduquessa Maria Teresa I d'Àustria, el duc Francesc de Lorena cediria el Ducat de Lorena al rei Estanislau I de Polònia, monarca polonès destronat el 1735 però sogre del rei Lluís XV de França, a canvi d'una generosa compensació econòmica i del Gran Ducat de Toscana. El Ducat de Lorena s'integraria a França a la mort d'Estanislau I, cosa que succeí el 1766.
Carles VI d'Àustria morí el 20 d'octubre de 1740 a Viena però el seu intent per aconseguir que la seva filla fou hereva foren contestats per França, Prússia, Baviera i Saxònia, que van iniciar la Guerra de Successió Austríaca amb la invasió de Silèsia per Frederic el Gran.
Es manté la teoría que va morir a causa d'una intoxicació alimentària per bolets, probablement per Amanita phalloides.
És enterrat a la cripta imperial de Viena, en una tomba coronada per un medalló amb el seu retrat i decorada amb un relleu que representa la batalla de Monte de Torrero.
La seva iconografia és abundant, però són pocs els retrats d'ell que es conserven a Catalunya. Al Museu d'Història de Barcelona se'n conserven dos.

## Títols, càrrecs i successors
L'arxiduc Carles era anomenat primer com a rei Carles III de Castella, Lleó, Aragó i les dues Sicílies, entre d'altres, i a partir del 1711 com a Carles VI electus Romanorum Imperator semper Augustus.
| Carles VI del Sacre Imperi Romanogermànic Dinastia dels HabsburgNaixement: Viena 1685 Mort: Viena 1740 |                                                                                       |                                               |
| Càrrec de govern                                                                                       |                                                                                       |                                               |
| Precedit per: Josep I                                                                                  | Emperador del Sacre Imperi Romanogermànic (Llista de reis germànics) (1711–1740)      | Succeït per: Carles VII                       |
| Títols                                                                                                 |                                                                                       |                                               |
| Precedit per: Felip V                                                                                  | Rei de Castella En disputa amb Felip V (Llista de reis de Castella) (1706-1706)       | Succeït per: Felip V                          |
| Precedit per: Felip V                                                                                  | Rei d'Aragó En disputa amb Felip V (Llista de reis d'Aragó) (1706–1707)               | Succeït per: Felip V                          |
| Precedit per: Felip V                                                                                  | Rei de València En disputa amb Felip V (Llista de reis de València) (1706–1707)       | Succeït per: Felip V                          |
| Precedit per: Felip V                                                                                  | Rei de Mallorca En disputa amb Felip V (Llista de reis de Mallorca) (1706–1715)       | Succeït per: Felip V                          |
| Precedit per: Felip V                                                                                  | Comte de Barcelona En disputa amb Felip V (Llista de comtes de Barcelona) (1705–1714) | Succeït per: Felip V                          |
| Precedit per: Felip V                                                                                  | Rei de Sardenya i Còrsega (Llista de reis de Sardenya) (1708–1720)                    | Succeït per: Víctor Amadeu II de Savoia       |
| Precedit per: Felip V                                                                                  | Duc de Milà (Llista de comtes de Barcelona) (1707–1733)                               | Succeït per: Carles Manuel III de Sardenya    |
| Precedit per: Felip V                                                                                  | Rei de Nàpols (Llista de reis de Nàpols) (1707–1740)                                  | Succeït per: Maria Teresa I d'Àustria (filla) |
| Precedit per: Carles III d'Espanya                                                                     | Duc de Parma i Plasència (Llista de ducs de Parma) (1735–1740)                        | Succeït per: Maria Teresa I d'Àustria (filla) |
| Precedit per: Emperador Josep I (germà)                                                                | Arxiduc d'Àustria (Llista d'arxiducs d'Àustria) (1711–1740)                           | Succeït per: Maria Teresa I d'Àustria (filla) |
| Precedit per: Emperador Josep I (germà)                                                                | Rei d'Hongria (Llista de reis d'Hongria) (1711–1740)                                  | Succeït per: Maria Teresa I d'Àustria (filla) |
| Precedit per: Emperador Josep I (germà)                                                                | Rei de Bohemia (Llista de Reis de Bohèmia) (1711–1740)                                | Succeït per: Maria Teresa I d'Àustria (filla) |
| Precedit per: Víctor Amadeu II de Savoia                                                               | Rei de Sicília (Llista de Reis de Sicília) (1720–1735)                                | Succeït per: Carles III d'Espanya             |